# Гребля Бусіаба
Гребля Бусіаба (Bousiaba) – гідротехнічна споруда на півночі Алжиру. 
Греблю спорудили в 2006 – 2009 роках на уеді Бусіаба – правій притоці уеду Ель-Кебір, який впадає до Середземного моря за три десятки кілометрів на схід від Джиджелю. Призначенням споруди є водопостачання, при цьому передбачена передача до 69 млн м3 води на рік до водосховища греблі Бені-Харун (знаходиться у сточищі Ель-Кебір вище від впадіння Бусіаба), від якої споруджена потужна система транспортування ресурсу далі на південь. Площа водозбірного басейнугреблі 379 км2. 
В межах проекту долину уеду перекрили греблею із ущільненого котком бетону висотою 51 метр та довжиною 310 метрів. Вона потребувала 190 тис м3 бетону, з яких 160 тис відносились до ущільненого котком. Водоскил греблі під час повені може пропускати 1843 м3/с.
Гребля утворила водосховище об’ємом 120 млн м3 з нормальним рівнем поверхні на позначці 74,4 метра НРМ (під час повені може зростати до 78,6 метра НРМ).